# Municipio de Upper Oxford
El municipio de Upper Oxford (en inglés: Upper Oxford Township) es un municipio ubicado en el condado de Chester en el estado estadounidense de Pensilvania. En el año 2000 tenía una población de 2095 habitantes y una densidad poblacional de 48,2 personas por km².

## Geografía
El municipio de Upper Oxford se encuentra ubicado en las coordenadas 39°50′34″N 75°57′13″O / 39.84278, -75.95361.

## Demografía
Según la Oficina del Censo en 2000 los ingresos medios por hogar en la localidad eran de $61 094 y los ingresos medios por familia eran de $66 875. Los hombres tenían unos ingresos medios de $43 594 frente a los $30 990 para las mujeres. La renta per cápita de la localidad era de $24 641. Alrededor del 4,9% de la población estaba por debajo del umbral de pobreza.